# بیر فلت (آریزونا)
بیر فلت (به انگلیسی: Bear Flat) یک منطقهٔ مسکونی در ایالات متحده آمریکا است که در شهرستان جیلا، آریزونا واقع شده‌است. بیر فلت ۰٫۵۵ کیلومتر مربع مساحت و ۷۶٬۲۳۸ نفر جمعیت دارد و ۱٬۵۱۳٫۰۵ متر بالاتر از سطح دریا واقع شده‌است.